# 尾竹国観

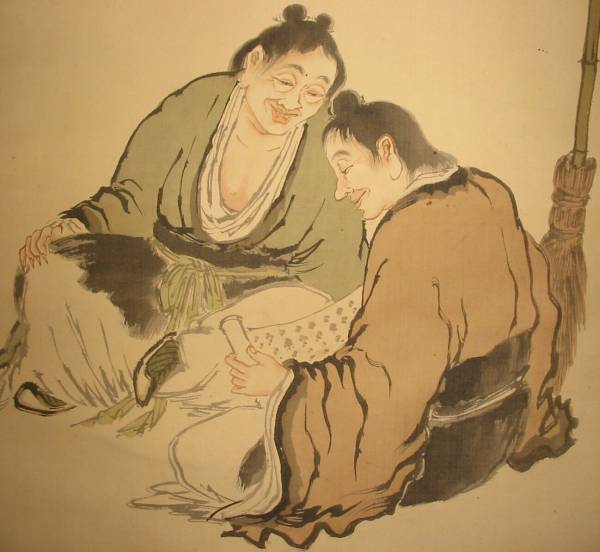
「寒山拾得図」（部分）個人蔵

尾竹 国観（OTAKE Kokkan、おたけ こっかん、明治13年（1880年）4月21日 - 昭和20年（1945年）5月20日）は、明治から昭和期の浮世絵師、日本画家。尾竹越堂、尾竹竹坡の弟で、いわゆる尾竹三兄弟の末弟。

## 経歴
明治13年（1880年）4月21日、現在の新潟市の紺屋に生まれる。本名亀吉。父は尾竹倉松。「尾竹」の読みを「おだけ」とする資料が多いが、これは誤りで、正しくは「おたけ」である[要出典]。幼くして笹田雲石に国観の号を受ける。8歳頃から絵を描いて家計を助けており、東京学齢館の『小国民』の全国児童画コンクールに応募して一等をとり、学齢館主人の斡旋で上京、小堀鞆音に入門。漢学を高橋太華に学ぶ。ほどなく明治28年（1895年）頃に富山に移り、兄の国一（越堂）の元に居住、竹坡と富山で新聞の挿画・売薬版画などを描いて生計をたてる一方、14歳のとき富山博覧会で三等、16歳で日本美術協会一等賞、翌年同会で銅牌を受けた。これが小堀鞆音の目に止まり、明治29年（1896年）2月に竹坡と共に上京し、再び鞆音の門に入る。
20歳前後から日本絵画協会・日本美術院連合絵画共進会を舞台に受賞を重ねる。明治41年（1908年）の「国画玉成会事件」では竹坡とともに岡倉覚三（天心）・横山大観と袂を分かつも、翌年の第3回文展『油断』で二等賞、第5回文展『人真似』で三等賞を受賞。明治43年（1910年）から明治45年（1912年）には博文館の雑誌『文芸倶楽部』において木版口絵を描いている。大正2年（1913年）には、横山大観を先頭とする“学校派”審査員によって不可解な落選という憂き目（文展事件）にあったが、大正7年（1918年）第12回文展までは意欲的な出品を見せた。だがその不遜な言動から後半生はふるわず、昭和10年（1935年）に帝展の無鑑査に迎えられて出品するも芸術的新境地を開くには至らなかった。一方、国観が描き続けた教科書や雑誌の挿絵やポンチ絵、絵本などメディアの仕事が注目を浴びつつある。
昭和20年（1945年）5月20日歿（満65歳）。葬儀は疎開先の福島県田村郡山根村で行われた。墓所は多磨霊園。

## 代表作

### 木版画
- 「出世鏡太閤記　橋之場」　大判　明治中期　熊本錦広堂版　富山市売薬資料館所蔵　国坡の落款
- 「敵陣漸く乱る」　明治37年　日露戦争画報第8巻　国立国会図書館所蔵
- 「金州半島ノ封鎖（日露海戦ポンチ東郷大将のおてがら）」　明治38年　石原万岳案　大阪府立国際児童文学館所蔵
- 「露国ノアヤツリ人形　日本海大海戦ノ場（日露海戦ポンチ東郷大将のおてがら）」　明治38年　石原万岳案　大阪府立国際児童文学館所蔵
- 「酉の市ポンチ」明治39年　写真画報第1巻第17号　三康図書館所蔵
- 「後の梁山泊」口絵 稲岡奴之助作 駸々堂版 明治35年
- 「百合子」上 口絵 草村北星作 隆文館版 明治40年
- 「紅葉狩り」口絵 『文芸倶楽部』第16巻第14号 明治43年
- 「冬の朝」口絵 『文芸倶楽部』第17巻第16号 明治44年
- 「微酔」口絵 『文芸倶楽部』第18巻第10号 明治45年

### 日本画
| 作品名         | 技法           | 形状・員数 | 寸法（縦x横cm）    | 所有者               | 年代                 | 出品展覧会                              | 落款・印章                            | 備考 |
| -------------- | -------------- | ---------- | ------------------ | -------------------- | -------------------- | --------------------------------------- | ------------------------------------- | ---- |
| 騎兵図         | 紙本墨画       | 六曲一隻   | 73.1x334.8         | 新潟県立近代美術館   | 明治後期             |                                         | 款記「東京根岸生画」/「国観」朱文円印 |      |
| 油断           | 絹本着色       | 六曲一双   | 166.5x375.0（各）  | 東京国立近代美術館   | 1909年（明治42年）   | 第3回文展2等賞                          |                                       |      |
| 黄石公張良之図 | 絹本墨画淡彩   | 双幅       | 130.4x50.4（各）   | 泉屋博古館           | 1912年（明治45年）頃 |                                         | 款記「国観」/「国観」朱文方印         |      |
| 天女図         | 絹本着色       | 六曲一双   | 168.0x364.8（各）  | 高知県立美術館       | 1923年（大正12年）   |                                         |                                       |      |
| 巴             | 絹本着色       | 額装1面    | 233.0x172.0        | 新潟県立近代美術館   | 1930年（昭和5年）    | 第11回帝展                              | 無款記/「国観」朱文方印               |      |
| 満潮・浄火     | 絹本着色       | 額装2面    | 113.0x153.5        | 富山市郷土博物館     | 1931年（昭和6年）    |                                         | 無款記/「国観」朱文方印               |      |
| 天の岩戸       | 絹本墨画       | 二曲一双   |                    | 雪梁舎美術館寄託     | 1937年（昭和12年）   | 第1回新文展に「常闇」の題で右隻のみ出品 |                                       |      |
| 郭子儀         | 紙本金地着色   | 六曲一双   |                    | 福富太郎コレクション |                      |                                         |                                       |      |
| 文姫帰漢       | 絹本着色、裏箔 | 六曲二双   | 182.0x376.00（各） | 福田美術館           | 1916年（大正5年）    | 第3回文展2等賞                          |                                       |      |

## 画風
人物画に本領を発揮する。天性のデッサン力に恵まれ、しばしば衆人環視の下で即興画を仕上げるのを得意とした。それらの作品は、たぐいまれな画力を知る点で、入念に仕上げられた本画よりも好都合であるといえる。また、一癖のある画風と特色のある落款の文字が著名である。

## 評価
美術誌『Bien（美庵）』Vol.43（2007年2月25日号、藝術出版社）の巻頭特集「きみは、尾竹三兄弟を知っているか？」にて、尾竹三兄弟の末弟として紹介された。国際浮世絵学会の機関誌「浮世絵芸術」、三兄弟の地元の『新潟日報』や『北日本新聞』でも『Bien（美庵）』の特集を評価。全国に潜在していたファン、コレクター、研究家、美術館、骨董商から熱いエールと全国規模の回顧展を望む声が上がり、現在につながる尾竹ブームのきっかけとなった。

## 弟子
- 織田観潮、槇戸観海、加藤国堂、前谷惟光、武井晃陵